# Philodendron pimichinese
Philodendron pimichinese är en kallaväxtart som beskrevs av George Sydney Bunting. Philodendron pimichinese ingår i släktet Philodendron och familjen kallaväxter. Inga underarter finns listade.